# Кухленко Василь Гордійович
Василь Гордійович Кухленко (13 квітня 1903, місто Катеринослав, тепер Дніпро — ?) — український радянський державний діяч, народний комісар автомобільного транспорту Української РСР. Кандидат у члени ЦК КП(б)У в травні 1940 — січні 1949 року.

## Біографія
З 1925 року служив у Червоній армії.
Відомий харківський автомобіліст, шофер.
Здобув вищу освіту в Харківському автомобільно-шляховому інституті, інженер-механік.
Член ВКП(б).
У лютому — 11 липня 1939 року — заступник народного комісара лісової промисловості Української РСР.
11 липня 1939 — 20 березня 1944 року — народний комісар автомобільного транспорту Української РСР.
Під час німецько-радянської війни служив у Військовій раді Воронезького фронту.
На 1947 рік — керуючий контори «Діпролегпром» Міністерства легкої промисловості Української РСР.